# Han-Kanal
Der Han-Kanal (chinesisch 邗沟, Pinyin Hán gōu) ist ein unter König Fu Chai des alten Staates Wu im Jahr 486 v. Chr. gegen Ende der Zeit der Frühlings- und Herbstannalen erbauter Kanal. Er wurde zunächst am Unterlauf des Jangtsekiang angelegt und verband diesen mit dem Fluss Huai He in der Nähe der Stadt Yangzhou in der Provinz Jiangsu. 
Dies war der Beginn des Baus des Großen Kanals bzw. Peking-Hangzhou-Kanals (Jing-Hang yunhe), der sich später von Peking im Norden bis nach Hangzhou im Süden erstreckt.